# Palazzo D'Alessandro di Pescolanciano al Corso
Il Palazzo D'Alessandro di Pescolanciano al Corso è un palazzo storico di Napoli, ubicato nel Corso Vittorio Emanuele.

## Storia e descrizione
Il palazzo, tra i più pregevoli dell'Ottocento napoletano, venne eretto tra il 1875 e il 1878 da Filippo Botta, su commissione di Giovanni Maria d'Alessandro, laddove era stato appena completato il tracciato dell'attuale Corso Vittorio Emanuele. Il duca di Pescolanciano, appassionato di archeologia e filoborbonico (tanto da porsi come agitatore dei briganti nei territori dei suoi ex feudi molisani), volle ripristinare il prestigio del casato dopo decenni di difficoltà economiche attraverso la costruzione di un nuovo edificio di rappresentanza. Per questo motivo non badò a indebitarsi. L'edificio visse alcuni anni di splendore, ospitando nel piano nobile balli e feste di matrimonio a cui partecipò il meglio dell'aristocrazia cittadina. Tuttavia l'accrescersi dell'indebitamento non era compensato dalle rendite agrarie sempre più ridotte rispetto ai secoli passati e in più si aggiunse la difficoltà nel piazzare in affitto gli appartamenti dei piani superiori. Per soddisfare i creditori, sempre più pressanti, l'unica soluzione fu quella di vendere l'intero patrimonio immobiliare di famiglia (sparso tra Napoli e il Molise) tramite asta pubblica giudiziaria. Essa avvenne a lotti a partire dal 1891; da allora l'edificio è un condominio privato, spartito tra più famiglie proprietarie.
Il palazzo si presenta come una notevole costruzione in stile neoclassico di cinque piani, nobilitata dal portico d’ingresso scandito da quattro colonne doriche. Ai lati dell'androne sono collocate due scale secondarie delimitate da delle balaustre marmoree finemente lavorate; mentre in fondo al cortile, in asse rispetto all'ingresso, è collocato lo scalone di rappresentanza in marmo di Carrara con una rampa centrale seguita da due rampe simmetriche retroverse.
Non si hanno notizie precise riguardo alla sopravvivenza della cappella e delle decorazioni commissionate a suo tempo dal duca.

## Altre immagini

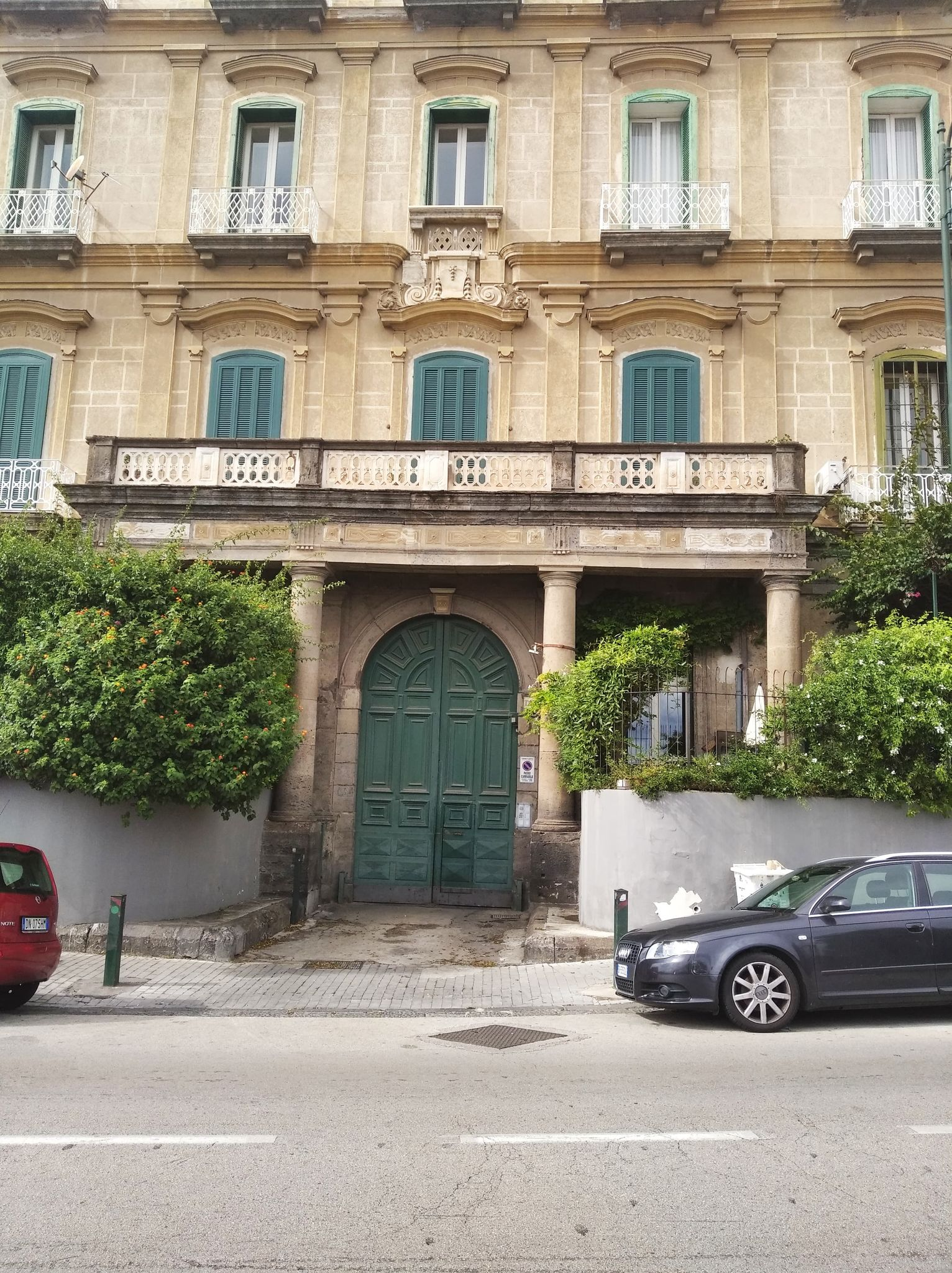
Ingresso del palazzo
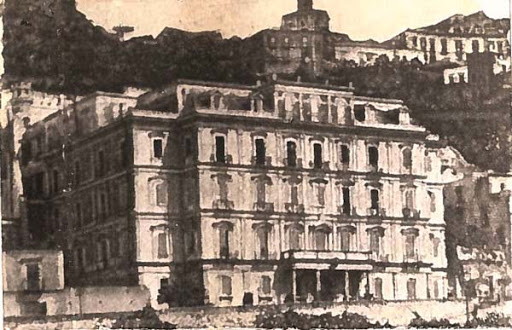
foto tardo ottocentesca del palazzo